# GBU-43 Massive Ordnance Air Blast bomb
La bomba GBU-43 MOAB o GBU-43 Massive Ordnance Air Blast bomb, col·loquialment coneguda com The Mother Of All Bombs ("Mare de totes les bombes"), és una bomba convencional de gran diàmetre de detonació, desenvolupada per l'exèrcit americà per Albert L . Weimorts Jr. En el moment del seu desenvolupament, va ser promoguda com l'arma no nuclear més poderosa mai creada. La bomba va ser dissenyada per ser llançada per un avió de càrrega C-130.
Des de llavors, Rússia va desenvolupar l'artefacte que va anomenar com a "Father of All Bombs" ("Pare de totes les bombes"), sobre el qual s'ha afirmat que és quatre vegades més poderós que la bomba MOAB. No obstant això, la veracitat sobre el tipus d'explosiu i potència d'aquesta última bomba russa, ha estat posada en dubte.

## Història i desenvolupament
La GBU-43/MOAB es va provar, en un primer moment, amb l'explosiu tritonal, l'11 de març de 2003, a la Base Aèria Eglin a Florida, i es va assajar, novament, el 21 de novembre de 2003.
El 13 d'abril de 2017 es va saber que l'Exèrcit nord-americà va llançar sobre un complex de coves de la província de Nangarhar, a l'est de l'Afganistan la GBU-43/MOAB, de 10.000 quilos de pes, segons es va confirmar des de fonts militars implicades en l'operació a la cadena nord-americana CNN. La bomba va ser llançada contra túnels d'Estat Islàmic a la província afganesa de Nangarhar, des d'un avió MC-130 comandat per un cos d'operacions especials de la Força Aèria. Es tracta de la primera vegada que aquesta bomba ha estat emprada en operacions de combat.